# Ma Dong-seok
Lee Dong-seok (hangeul : 이동석 ; hanja : 李東錫 ; RR : I Dong-seok ; MR : I Tongsŏk), dit Ma Dong-seok (hangeul : 마동석 ; hanja : 馬東錫 ; RR : Ma Dong-seok ; MR : Ma Tongsŏk), est un acteur sud-coréen américanisé, né le 1er mars 1971 à Séoul.

## Biographie

### Jeunesse et formation
Ma Dong-seok naît le 1er mars 1971, à Séoul. En 1989, avec sa famille, il part aux États-Unis, dont il est naturalisé. Il vit en Ohio, où il assiste aux cours au collège communautaire à Columbus. Il retourne en Corée du Sud pour poursuivre sa carrière d'acteur.

### Carrière
Ma Dong-seok commence sa carrière au cinéma, en 2004, en apparaissant dans Dance With The Wind (바람의 전설) de Park Jeong-woo.
En 2008, il est le Barbu dans Le Bon, la Brute et le Cinglé (좋은 놈, 나쁜 놈, 이상한 놈) de Kim Jee-woon.
En 2016, le monde entier le découvre dans le rôle du mari, Sang-hwa,qui protège sa femme, Seong-kyeong, enceinte dans le film d'horreur Dernier train pour Busan (부산행) de Yeon Sang-ho.
En avril 2019, il est engagé pour interpréter Gilgamesh dans le film de super-héros Les Éternels (Eternals, 2021) de Chloé Zhao, faisant partie de l'univers cinématographique Marvel. Il s'agit de son premier rôle à Hollywood.

## Filmographie

### Cinéma
Longs métrages
- 2004 : Dance With The Wind (바람의 전설) de Park Jeong-woo
- 2005 : Les Soldats de l'Apocalypse (천군) de Min Joon-ki : Hwang Sang-wook, le soldat nord-coréen
- 2004 : Ssunday Seoul (썬데이 서울) de Park Seong-hoon : un détective
- 2007 : The Worst Man of My Life (내 생애 최악의 남자) de Son Hyeon-hee : Ho-seob
- 2008 : The Moonlight of Seoul (비스티 보이즈) de Yoon Jong-bin : Chang-woo
- 2008 : Le Bon, la Brute et le Cinglé (좋은 놈, 나쁜 놈, 이상한 놈) de Kim Jee-woon : le Barbu
- 2009 : Insadong Scandal (인사동 스캔들) de Park Hee-kon : Sang-bok
- 2009 : Take Off (국가대표) de Kim Yong-hwa (caméo)
- 2010 : Midnight FM (심야의 FM) de Kim Sang-man : Son Deok-tae
- 2010 : The Unjust (부당거래) de Ryoo Seung-wan : Dae-ho
- 2010 : Try to Remember (우리 만난 적 있나요) de Lim Jin-pyeong : Seung-hwan
- 2011 : Quick (퀵) de Jo Beom-goo : Kim Joo-cheol
- 2011 : Pained (통증) de Kwak Gyeong-taek : Beom-no
- 2011 : Perfect Game (퍼펙트 게임) de Park Hee-gon : Park Man-soo
- 2012 : Dancing Queen (댄싱퀸) de Lee Seok-hoon : l'un du couple gay (caméo)
- 2012 : Never Ending Story (네버엔딩스토리) de Joung Yong-ju : l'homme aux résidus céréaliers (caméo)
- 2012 : Nameless Gangster (범죄와의 전쟁: 나쁜놈들 전성시대) de Yoon Jong-bin : Pimp Kim
- 2012 : Doomsday Book (인류멸망보고서) de Kim Jee-woon et Yim Pil-sung : le zombie (segment The New Generation ((멋진 신세계))
- 2012 : The Neighbor (이웃사람) de Kim Hwi : Ahn Hyeok-mo
- 2012 : Love 911 (반창꼬) de Jeong Gi-hoon : le capitaine
- 2013 : New World (신세계) de Park Hoon-jeong : Jo, le chef (caméo)
- 2013 : Norigae (노리개: 그녀의 눈물) de Choi Seung-ho : Lee Jang-ho
- 2013 : Azooma (공정사회) de Lee Ji-seung : l'inspecteur Ma
- 2013 : Rockin' on Heaven's Door (뜨거운 안녕) de Nam Taek-soo : Moo-seong
- 2013 : 48m (48미터) de Min Baek-doo (apparition exceptionnelle)
- 2013 : Mr. Go (미스터 고) de Kim Yong-hwa : le présenteur (apparition exceptionnelle)
- 2013 : Pandémie (감기) de Kim Seong-su : le soldat Gook-hwan (apparition exceptionnelle)
- 2013 : Fasten Your Seatbelt (롤러코스터) de Ha Jung-woo : le personnel aéroportuaire Haneda (apparition exceptionnelle)
- 2013 : Rough Play (배우는 배우다) de Shin Yeon-shick : l'archané (apparition exceptionnelle)
- 2013 : The Five (더 파이브) de Jeong Yeon-sik : Dae-ho
- 2013 : Marriage Blue (결혼전야) de Hong Ji-young : Geon-ho
- 2014 : The Murderer (살인자) de Lee Gi-wook : Joo-hyeop
- 2014 : One on One (일대일) de Kim Ki-duk : le chef du groupe « Ombre »
- 2014 : Kundo (군도: 민란의 시대) de Yoon Jong-bin : Tianbao
- 2014 : The Royal Tailor (상의원) de Lee Won-suk : Pan-soo
- 2015 : Chronicles of Evil (악의 연대기) de Baek Woon-hak : l'inspecteur Oh
- 2015 : Veteran (베테랑) de Ryoo Seung-wan : un brute en survêtement (caméo)
- 2015 : Deep Trap (함정) de Kwon Hyeong-jin : Park Seong-cheol
- 2016 : No Tomorrow (섬. 사라진 사람들) de Lee Ji-seung : l'inspecteur Kang  (voix caméo)
- 2016 : Familyhood (굿바이 싱글) de Kim Tae-gon : Pyeong-goo
- 2016 : Dernier train pour Busan (부산행) de Yeon Sang-ho : Sang-hwa
- 2016 : Derailed (두 남자) de Lee Seong-tae : Song Hyeong-seok
- 2017 : The Mayor (특별시민) de Park In-je : le prêtre
- 2017 : The Outlaws (범죄도시) de Kang Yoon-sung : Ma Seok-do
- 2017 : The Bros (부라더) de Chang You-jeong : Lee Seok-bong
- 2017 : Along With the Gods : Les Deux Mondes (신과함께-죄와 벌) de Kim Yong-hwa : le Dieu Seong-joo
- 2018 : Champion (챔피언) de Kim Yong-wan : Mark / Baek Seung-min
- 2018 : Along With the Gods : Les 49 derniers jours (신과함께: 인과 연) de Kim Yong-hwa : le Dieu Seong-joo
- 2018 : The Soul-Mate (원더풀 고스트) de Jo Won-hee : Jang-soo
- 2018 : The Villagers (동네사람들) de Im Jin-sun : Yeok Gi-cheol
- 2018 : Unstoppable (성난황소) de Kim Min-ho : Dong-cheol
- 2019 : Le Gangster, le Flic et l'Assassin de Lee Won-tae : Jang Dong-soo, le gangster
- 2019 : Long Live the King (롱 리브 더 킹: 목포 영웅) de Kang Yoon-seong : l'ours brun du Gwangju (apparition exceptionnelle)
- 2019 : The Bad Guys: Reign of Chaos (나쁜 녀석들: 더 무비) de Son Yong-ho : Park Woong-cheol
- 2019 : Start-up (시동) de Choi Jeong-yeol : Geo-seok
- 2019 : Destruction finale (백두산) de Kim Byeong-seo et Lee Hae-joon : Kang Bong-rae
- 2021 : Les Éternels (Eternals) de Chloé Zhao : Gilgamesh
- 2022 : The Roundup (범죄도시2) de Lee Sang-yong : Ma Seok-do
- 2023 : The Roundup: No Way Out (범죄도시3) de Lee Sang-yong : Ma Seok-do
- 2024 : Badland Hunters (황야) de Heo Myeong-haeng : Nam-san

Prochainement
- 2022 : Holy Night: Demon Hunters (거룩한 밤: 데몬 헌터스) de Lim Dae-hee
- 2022 : Apgujeong Report (압구정 리포트) de Lim Jin-soon : Dae-gook

### Télévision
Séries télévisées
- 2007 : H.I.T (히트 : Nam Seong-shik
- 2007 : Robber (불한당 : Jong-goo
- 2008 : Powerful Opponents (강적들) : Pyo Cheol-ho
- 2008 : Tazza (타짜) : Park Sang-bak
- 2009 : Swallow the Sun (태양을 삼켜라) : Lee Kang-rae
- 2010 : Doctor Champ (닥터챔프) : Oh Jeong-dae
- 2011 : Me Too, Flower! (나도 꽃) : l'inspecteur (caméo)
- 2012 : Flower Band (닥치고 꽃미남 밴드) : Sylva
- 2014 : Bad Guys (나쁜 녀석들) : Park Woong-cheol
- 2016 : Squad 38 (38 사기동대) : Baek Seong-il
- 2020 : Team Bulldog: Off-duty Investigation (번외수사) : le père de Kang-ho (apparition exceptionnelle ; épisode 1)